# Leopold Feldmann
Leopold Feldmann, född 22 maj 1802 i München, död 26 mars 1882 i Wien, var en tysk-judisk komediförfattare.
Feldmann var 1850–1854 anställd som dramaturg vid nationalteatern i Wien. Han skrev ett stort antal komedier, av vilka de flesta vunnit framgång och som är samlade under titeln Deutsche Originallustspiele (1844–1857). Flera av Feldmanns stycken blev uppförda i Sverige.